# Краснобёдрый дакнис
Краснобёдрый дакнис (лат. Dacnis venusta) — вид птиц из семейства танагровых. Птицы обитают на плантациях, в субтропических и тропических низменных и горных влажных и сильно деградированных лесах, на высоте 0—1650 метров над уровнем моря. Длина тела 12 см, масса около 15 грамм.
Выделяют два подвида:
- Dacnis venusta venusta Lawrence, 1862 — на склонах гор от провинций Алахуэла и Гуанакасте (Коста-Рика) южнее до Зоны Панамского канала в центральной Панаме;
- Dacnis venusta fuliginata Bangs, 1908 — от провинции Дарьен (восточная Панама) восточнее через северные западные и центральные Анды Колумбии — до долины Каука и долины реки Магдалена в Антьокии, и южнее до тихоокеанского прибрежья и склонов Анд северо-западного Эквадора — до провинции Пичинча.